# Mariage à l'essai (film, 1928)
Mariage à l'essai (titre original : Half a Bride) est un film américain réalisé par Gregory La Cava, sorti en 1928.

## Fiche technique
- Titre original : Half a Bride
- Réalisation : Gregory La Cava
- Scénario : Doris Anderson et Percy Heath, d'après une histoire d'Arthur Stringer
- Photographie : Victor Milner
- Montage : Verna Willis
- Société de production : Paramount Pictures
- Pays d'origine :  États-Unis
- Langue : anglais
- Format : Noir et blanc
- Genre :
- Durée : 67 minutes
- Date de sortie :

## Distribution
- Esther Ralston : Patience Winslow
- Gary Cooper : Capitaine Edmunds
- William J. Worthington : Mr. Winslow
- Freeman Wood : Jed Session
- Mary Doran : Betty Brewster
- Guy Oliver et Ray Gallagher : les chefs mécaniciens